# Politische Buche

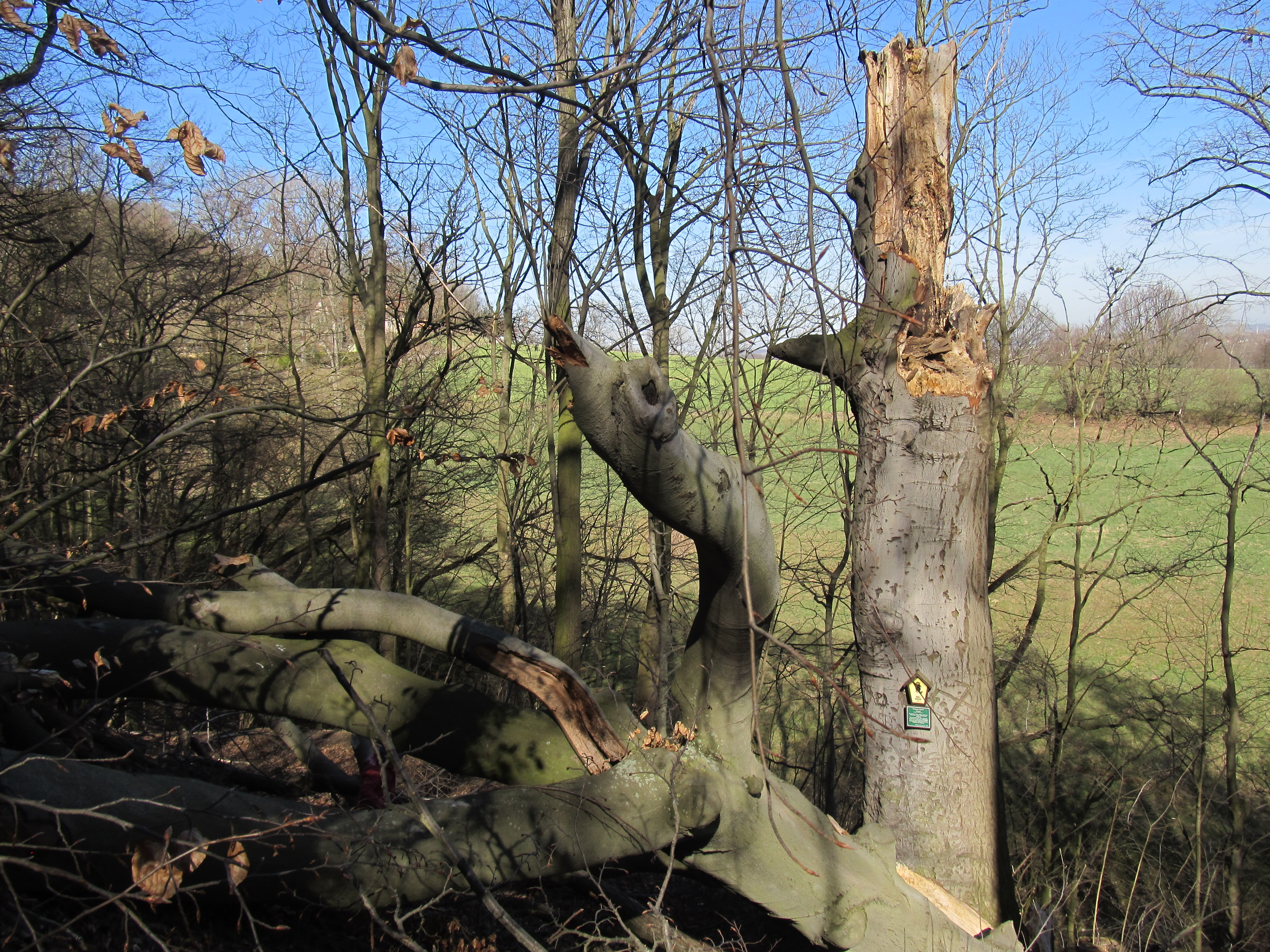
Politische Buche Niederwartha, Zustand 2018

Die Politische Buche ist ein Naturdenkmal in Dresden. Sie steht im Kleditschgrund im Dresdner Ortsteil Niederwartha und gehört zu den Gedenkbäumen in Dresden.

## Beschreibung
Die Politische Buche ist eine Rotbuche (Fagus sylvatica), der Standort liegt unweit des Laufs des Kleditschgrundbachs. Am 7. November 1951 stellte die damals noch selbstständige Gemeinde Niederwartha die Buche aus botanischen und geschichtlichen Aspekten unter Schutz. Der Kreis Dresden-Land übernahm den Schutzstatus im Jahr 1958. Der Baum wies 2017 eine ungefähre Höhe von 25 Metern und einen Umfang von 4,05 Metern auf.
Im Herbst 2017, wahrscheinlich im Zug des Sturmtiefs Herwart, erlitt die Buche einen kapitalen Kronenbruch in etwa 6 Metern Höhe über dem Boden. Aufgrund des abgelegenen Standortes wurde dieser Abbruch jedoch erst im Dezember 2017 durch das Umweltamt festgestellt. Das abgebrochene Totholz wurde vor Ort belassen und steht nach wie vor, ebenso wie der verbliebene Stammrest, unter Schutz.

## Politische Symbole

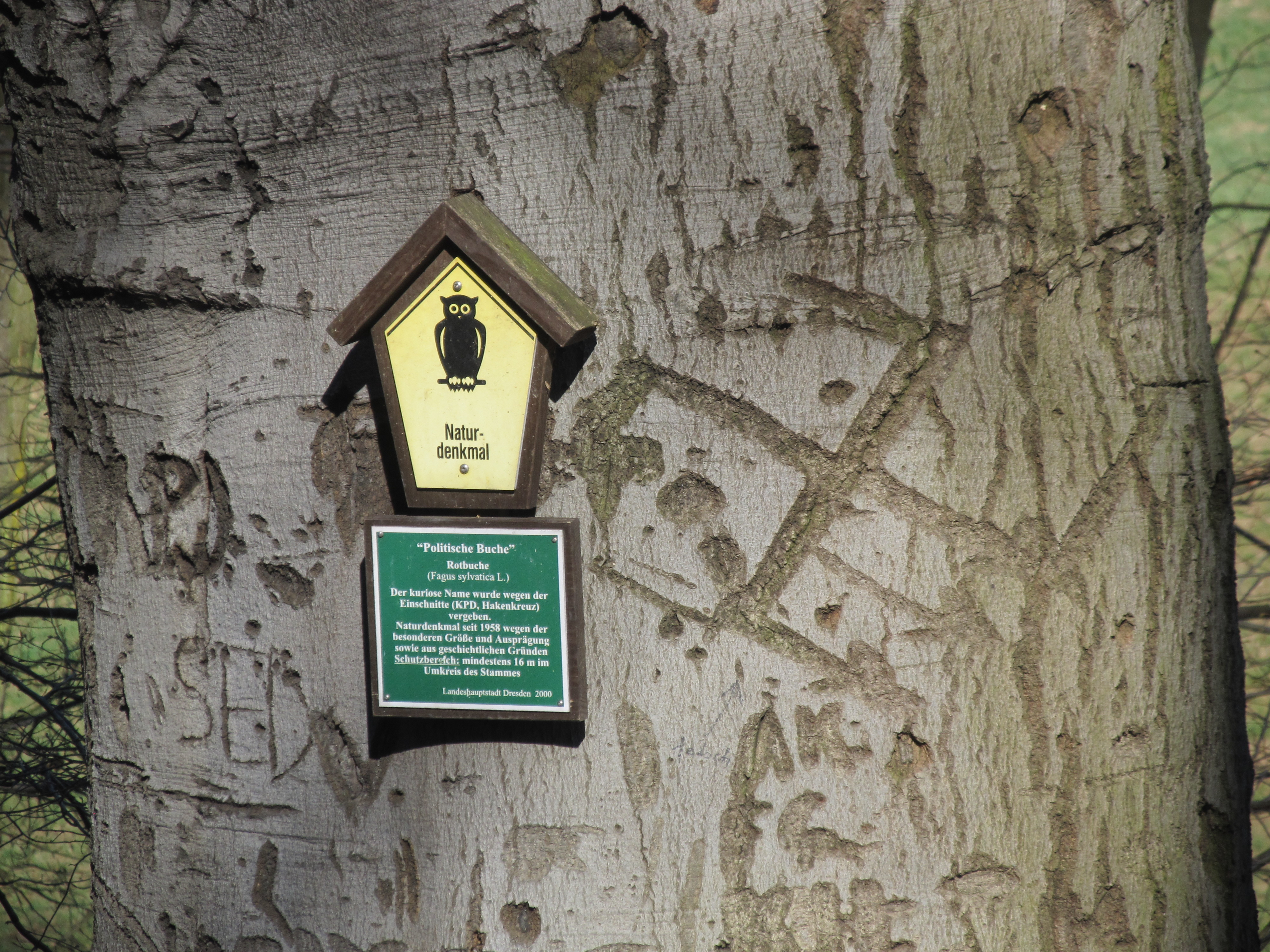
Einritzungen

Die namensgebende Besonderheit der Buche sind verschiedene politische Symbole und Schriftzüge, die in die Borke eingeritzt wurden. Die auffälligste Form ist ein linksgewinkeltes Hakenkreuz. Dieses wurde offenbar in den Stamm geritzt, um das darunter erkennbare Symbol der Eisernen Front, drei schräg nach unten gerichtete Pfeile, zu überdecken. Außerdem sind die Schriftzüge K.P.D. (Kommunistische Partei Deutschlands) und SED (Sozialistische Einheitspartei Deutschlands) zu sehen. Die Entstehungszeit der ältesten Einritzungen wird auf vor 1933 datiert. Lokale Historiker vermuten, dass der sehr abseits gelegene Kleditschgrund in den 1930er Jahren als geheimer Treffpunkt für politische Gruppierungen genutzt wurde. Der SED-Schriftzug ist ein Zeugnis der DDR-Zeit, auch nach der Wende kamen Einritzungen dazu (FDP (Freie Demokratische Partei)). Außer den politischen Inschriften befinden sich zahlreiche weitere, teils unleserliche Schriftzüge und Initialen am Stamm der Buche.
Da der Kronenabbruch im Herbst 2017 in 6 Metern Höhe geschah, blieben die Einritzungen am stehengebliebenen Stammrest erhalten.